# Skandal im Sperrbezirk
"Skandal im Sperrbezirk" is een nummer van de Beierse band Spider Murphy Gang. Het nummer verscheen op hun derde studioalbum Dolce vita uit 1981. In september van dat jaar werd het nummer eerst in thuisland Duitsland uitgebracht als de eerste single van het album. In februari 1982 volgden de Duitstalige landen Oostenrijk en Zwitserland en in april 1982 Nederland, België, het Verenigd Koninkrijk en Ierland. Het nummer is vanwege de liedtekst bij sommigen bekend als Skandal um Rosie!, wat uiteraard niet de echte titel is.

## Achtergrond
"Skandal im Sperrbezirk" is geschreven door zanger Günther Sigl en geproduceerd door de band in samenwerking met Harald Steinhauer. De plaat gaat over de fictieve prostituee Rosi, die in München in het zogeheten Sperrbezirk, waar prostitutie verboden is, zich telefonisch door klanten laat benaderen, waardoor de prostituees daarbuiten clientèle ontberen. Rosi was de naam van een vriendin van Sigl. Prostitutie was indertijd verboden in het grootste deel van München - niet alleen op straat, maar ook in appartementen en hotels - op aandringen van CSU-politicus Peter Gauweiler, die hier streng op tegen was. Hierdoor waren prostituees vlak buiten de stadsgrenzen van München zeer actief, wat terugkomt in de tekst: "und draußen vor der großen Stadt stehn die Nutten sich die Füße platt" ("en buiten voor de grote stad krijgen de hoeren platvoeten van het staan").
Het telefoonnummer dat voorkomt in "Skandal im Sperrbezirk", 32 16 8, zou toebehoord hebben aan een oudere vrouw die meerdere telefoontjes van twijfelachtige aard kreeg in de periode dat de populariteit van de plaat het grootst was. Volgens Sigl bestond het telefoonnummer in de stad München echter niet, maar was het in andere steden wél in gebruik. De band betaalde sommige van deze mensen om hun telefoonnummer te veranderen en of boden hun excuses aan met een boeket. Het telefoonnummer wordt in München nog altijd niet gebruikt.
Vanwege het gebruik van het woord "Nutten" (hoeren) in de tekst, besloten bijna alle Beierse radiozenders "Skandal im Sperrbezirk" niet te draaien. Radiozenders buiten de deelstaat namen echter géén aanstoot en draaiden de plaat wél. 
De plaat werd uitsluitend een hit in het Duitse en Nederlandse taalgebied en bereikte in december 1981 de nummer 1-positie in de Duitse "Musikmarkt Top 100", waar de plaat acht weken bleef staan. Ook in Oostenrijk en Zwitserland behaalde de plaat begin 1982 de nummer 1-positie. Het bleek de enige nummer 1-hit van de band te zijn. 
In Nederland werd de plaat op maandag 26 april 1982 door dj Frits Spits en producer-invaller Tom Blomberg verkozen tot de 192e NOS Steunplaat van de week op Hilversum 3 en werd een gigantische hit in de destijds drie landelijke hitlijsten op de nationale publieke popzender. De plaat bereikte de 4e positie in de Nationale Hitparade en de 5e positie in zowel de Nederlandse Top 40 als de TROS Top 50. In de Europese hitlijst op Hilversum 3, de TROS Europarade, werd de 2e positie behaald.
In België bereikte de plaat de 6e positie in zowel de voorloper van de Vlaamse Ultratop 50 als de Vlaamse Radio 2 Top 30. In Wallonië werd géén notering behaald.
Sinds de allereerste editie in december 1999 staat de plaat onafgebroken genoteerd in de jaarlijkse NPO Radio 2 Top 2000 van de Nederlandse publieke radiozender NPO Radio 2, met als hoogste notering een 1077e positie in 1999.

## Hitnoteringen

### Nederlandse Top 40
| Hitnotering: 15-05-1982 t/m 03-07-1982 | Hitnotering: 15-05-1982 t/m 03-07-1982 | Hitnotering: 15-05-1982 t/m 03-07-1982 | Hitnotering: 15-05-1982 t/m 03-07-1982 | Hitnotering: 15-05-1982 t/m 03-07-1982 | Hitnotering: 15-05-1982 t/m 03-07-1982 | Hitnotering: 15-05-1982 t/m 03-07-1982 | Hitnotering: 15-05-1982 t/m 03-07-1982 | Hitnotering: 15-05-1982 t/m 03-07-1982 | Hitnotering: 15-05-1982 t/m 03-07-1982 |
| Week                                   | 1                                      | 2                                      | 3                                      | 4                                      | 5                                      | 6                                      | 7                                      | 8                                      |                                        |
| -------------------------------------- | -------------------------------------- | -------------------------------------- | -------------------------------------- | -------------------------------------- | -------------------------------------- | -------------------------------------- | -------------------------------------- | -------------------------------------- | -------------------------------------- |
| Positie                                | 25                                     | 14                                     | 6                                      | 5                                      | 5                                      | 13                                     | 30                                     | 39                                     | uit                                    |

### Nationale Hitparade
| Hitnotering: 15-05-1982 t/m 10-07-1982 | Hitnotering: 15-05-1982 t/m 10-07-1982 | Hitnotering: 15-05-1982 t/m 10-07-1982 | Hitnotering: 15-05-1982 t/m 10-07-1982 | Hitnotering: 15-05-1982 t/m 10-07-1982 | Hitnotering: 15-05-1982 t/m 10-07-1982 | Hitnotering: 15-05-1982 t/m 10-07-1982 | Hitnotering: 15-05-1982 t/m 10-07-1982 | Hitnotering: 15-05-1982 t/m 10-07-1982 | Hitnotering: 15-05-1982 t/m 10-07-1982 | Hitnotering: 15-05-1982 t/m 10-07-1982 |
| Week                                   | 1                                      | 2                                      | 3                                      | 4                                      | 5                                      | 6                                      | 7                                      | 8                                      | 9                                      |                                        |
| -------------------------------------- | -------------------------------------- | -------------------------------------- | -------------------------------------- | -------------------------------------- | -------------------------------------- | -------------------------------------- | -------------------------------------- | -------------------------------------- | -------------------------------------- | -------------------------------------- |
| Positie                                | 16                                     | 6                                      | 5                                      | 4                                      | 6                                      | 6                                      | 19                                     | 34                                     | 43                                     | uit                                    |

### TROS Top 50
Hitnotering: 13-05-1982 t/m 01-07-1982. Hoogste notering: #5 (1 week).

### TROS Europarade
Hitnotering: 14-03-1982 t/m 09-05-1982 en 20-06-1982 t/m 27-06-1982. Hoogste notering: #2 (2 weken).

### NPO Radio 2 Top 2000
"Skandal im Sperrbezirk" is een van de drie platen die vanaf december 1999 in alle edities van de NPO Radio 2 Top 2000 heeft gestaan, maar nog nooit bij de bovenste 1000 stond genoteerd.

| Nummer met noteringen in de NPO Radio 2 Top 2000 | '99  | '00  | '01  | '02  | '03  | '04  | '05  | '06  | '07  | '08  | '09  | '10  | '11  | '12  | '13  | '14  | '15  | '16  | '17  | '18  | '19  | '20  | '21  | '22  | '23  | '24  |
| ------------------------------------------------ | ---- | ---- | ---- | ---- | ---- | ---- | ---- | ---- | ---- | ---- | ---- | ---- | ---- | ---- | ---- | ---- | ---- | ---- | ---- | ---- | ---- | ---- | ---- | ---- | ---- | ---- |
| Skandal im Sperrbezirk                           | 1077 | 1291 | 1097 | 1192 | 1326 | 1319 | 1544 | 1781 | 1976 | 1602 | 1846 | 1834 | 1954 | 1494 | 1667 | 1686 | 1532 | 1706 | 1714 | 1687 | 1624 | 1510 | 1510 | 1455 | 1512 | 1406 |

1. ↑  Een vetgedrukt getal geeft de hoogste notering aan.